# Jürgen Banzer
Jürgen Banzer, né le 17 avril 1955 à Wurtzbourg, est un homme politique allemand membre de l'Union chrétienne-démocrate d'Allemagne (CDU).

## Biographie
Après avoir obtenu son Abitur à Königstein, il suit des études supérieures de droit et de sciences économiques à l'Université Johann Wolfgang Goethe de Francfort-sur-le-Main, qu'il complète par des études de théologie et de philosophie.
Il devient avocat à Oberursel en 1984, mais cesse son activité sept ans plus tard. Par ailleurs, il est marié et de confession catholique.

## Parcours politique

### Au sein de la CDU
En 1976, il est élu président de la Junge Union dans l'arrondissement du Haut-Taunus et président régional de l'Association des étudiants chrétiens-démocrates (RCDS) de Hesse pour quatre ans. Deux ans plus tard, en 1978, il prend pour quatre ans la présidence de la CDU d'Oberursel, et de la Junge Union de Hesse occidentale.
Il est porté à la tête de la CDU du Haut-Taunus en 1982, mais renonce deux ans plus tard. Cette même année, il obtient une vice-présidence régionale de la Junge Union, qu'il occupe jusqu'en 1990. Depuis 1984, il est membre du comité directeur régional de l'Union chrétienne-démocrate d'Allemagne (CDU).
Il retrouve la présidence du parti dans l'arrondissement du Haut-Taunus en 2003.

### Au sein des institutions
En 1977, il devient député à l'assemblée de l'arrondissement du Haut-Taunus. Quatre ans plus tard, il entre au conseil municipal d'Oberursel, où il prend la présidence du groupe CDU en 1983. Il fait de même à l'assemblée d'arrondissement en 1985.
Il est élu préfet (Landrat) du Haut-Taunus en 1991, et est constamment réélu jusqu'en 2005. Le 23 novembre de cette année-là, Jürgen Banzer est nommé ministre de la Justice de Hesse par Roland Koch. Il intègre le Landtag lors des élections régionales du 27 janvier 2008. Aucune majorité ne s'étant dégagée, les députés régionaux s'avèrent incapable d'élire un Ministre-président, et il est chargé de gérer les affaires courantes de son ministère à partir du 5 février 2008. Dans le même temps, il occupe l'intérim du ministère régional de l'Éducation.
Des élections anticipées sont finalement convoquées le 18 janvier 2009. À l'issue du scrutin, Roland Koch est en mesure de former une coalition noire-jaune dans laquelle Jürgen Banzer devient ministre du Travail, de la Famille et de la Santé. Il quitte le gouvernement le 31 août 2010, à l'occasion du remplacement de Koch par Volker Bouffier.